# Wybory do Parlamentu Europejskiego w Finlandii w 1996 roku
Wybory do Parlamentu Europejskiego IV kadencji w Finlandii zostały przeprowadzone 20 października 1996. Finowie wybrali 16 deputowanych. Były to pierwsze wybory europejskie po akcesie Finlandii do Unii Europejskiej. Wybory zakończyły się zwycięstwem liberalnej Partii Centrum. Frekwencja wyniosła 57,60%.

## Wyniki wyborów
| Lista wyborcza                       | Głosy     | %     | Mandaty |
| ------------------------------------ | --------- | ----- | ------- |
| Partia Centrum                       | 548 041   | 24,36 | 4       |
| Socjaldemokratyczna Partia Finlandii | 482 577   | 21,45 | 4       |
| Partia Koalicji Narodowej            | 453 729   | 21,17 | 4       |
| Sojusz Lewicy                        | 236 490   | 10,51 | 2       |
| Liga Zielonych                       | 170 670   | 7,51  | 1       |
| Szwedzka Partia Ludowa               | 129 425   | 5,75  | 1       |
| Fińska Partia Młodych                | 68 134    | 3,03  | –       |
| Fińska Liga Chrześcijańska           | 63 279    | 2,81  | –       |
| Pozostali                            | 97 066    | 4,32  | –       |
| Razem                                | 2 249 411 | 100   | 16      |